# Alizarin crveni S
Alizarin crveni S (C.I. 58005) je u vodi topljiva natrijeva sol alizarin sulfonske kiseline s kemijskom formulom C14H7NaO7S. Alizarin crveni S otkrili su Graebe i Libermann 1871. U području histologije alizarin crveni S koristi se za bojanje naslaga kalcija u tkivima, i u geologiji za bojenje i razlikovanje karbonatnih minerala. Alizarin crveni S koristi se u histologiji i histopatologiji za bojenje ili lociranje naslaga kalcija u tkivima. U prisutnosti kalcija, alizarin crveni S veže se na kalcij da bi stvorio jezerski pigment koji je narančaste do crvene boje. Cijeli uzorci mogu se bojiti alizarin crvenim S da bi se pokazala raspodjela kostiju, posebno u embrionima u razvoju. U živim koraljima alizarin crveni S korišten je za obilježavanje dnevnih slojeva rasta. U geologiji se alizarin crveni S koristi na tankim dijelovima i poliranim površinama kako bi se odredili karbonatni minerali koji se boje različitim brzinama.

## Močilna antrakinonska bojila
Močilna antrakinonska bojila su relativno jednostavni derivati antrakinona koji sadrže najmanje dvije hidroksilne grupe u orto-položaju, a osim toga mogu sadržati i neke druge grupe, kao na primjer —S03H, i tada su topljiva u vodi. Zapravo se sva močilna antrakinonska bojila izvode od alizarina, to jest 1,2-dihidroksiantrakinona. Alizarin se od pradavnih vremena upotrebljavao kao crveno prirodno bojilo za tekstilna vlakna. Dobivao se iz korijena biljke broćike (lat. Rubia tinctorum), gdje se nalazi vezan kao glukozid ruberitrinska kiselina. Godine 1868. odredili su Graebe i Liebermann konstituciju alizarina, a malo zatim su razradili i metodu za njegovo dobivanje. To je bila prva sinteza jednog prirodnog bojila. Već 1871. nalazio se sintetički alizarin na tržištu; to je, uz proizvodnju trifenilmetanskih i azo-bojila, osiguralo razvoj industrijske proizvodnje sintetičkih bojila i dovelo do gotovo potpunog napuštanja upotrebe prirodnih bojila.
Postoji desetak metoda za dobivanje alizarina, no najčešće se polazi od antrakinon-2-sulfonske kiseline ili 2-klorantrakinona, koji taljeni s natrijevim hidroksidom u prisutnosti oksidativnih sredstava (KClO3, NaNO3 i tako dalje) daju alizarin. On se i danas, iako u ograničenoj mjeri, upotrebljava u bojadisarstvu pod imenom Alizarinrot B, odnosno G ili R (C.I. 58000). Od ostalih močilnih antrakinonskih bojila od interesa je na primjer Anthrapurpurin, C.I. 58255, koji se priprema iz 2,7-antrakinondisulfonske kiseline, također taljenjem s alkalijskim hidroksidom uz oksidanse. Ljubičasto močilsko bojilo kinalizarin (njem. Chinalizarin), C.I. 58500, dobiva se djelovanjem dimljive sumporne kiseline na alizarin i naknadnom hidrolizom. Nitriranjem antrakinona, obradom tako dobivene smjese izomernih dinitroantrakinona dimljivom sumpornom kiselinom i sumporom i naknadnom hidrolizom, priprema se Alizarincyanin BBS, C.I. 58610.
Močilna antrakinonska bojila tvore sa solima metala (Al, Cr, Sn, Fe i drugi) vrlo postojane kompleksne spojeve, kojima struktura zavisi od načina njihova nastajanja i nije još u potpunosti objašnjena. Svakako su atomi metala vezani glavnim valentnim vezama na hidroksilne, a sporednim na karbonilne grupe. Ovi se kompleksni spojevi (bojeni lakom) najčešće stvaraju za vrijeme samog procesa bojenja. Nakon vezanja metalnih iona u kompleksne spojeve mijenjaju se nijanse obojenja postignutih s antrakinonskim močilskim bojilima. Tako na primjer Alizarincyanin BBS boja vunu višnjevocrvenom bojom, koja nakon obrade kromnim solima (na primjer CrF8) prelazi u jasno modru.
Obojenja koja se postižu ovim bojilima su crvena, modra i ljubičasta. Važnost ovih bojila je danas neznatna jer su ona nadmašena drugim, boljim bojilima ili bojilima koja se lakše i jednostavnije primjenjuju.

## Slike
| | |                                                                      |
| Bojanje crvenim alizarinom u embrionalnim kostima štakora za ispitivanje okoštavanja ili osteogeneze. | Crvenim alizarinom obojena riba lat. Nematistius pektoralis i osvijetljena fluorescentnom svjetlošću. | Alizarin crveni S koji se prodaje za upotrebu kao histološko bojilo. |

## Poveznice
- Alizarin